# Белхатув (гмина)
Белхатув (пол. Bełchatów) — сельская гмина (волость) в Польше, входит как административная единица в Белхатувский повет, Лодзинское воеводство. Население — 8960 человек (на 2004 год).

## Сельские округа
1. Адамув
2. Аугустынув
3. Букова
4. Добецин
5. Добецин-Колёня
6. Добжелюв
7. Домеховице
8. Хеленув
9. Хута
10. Янина
11. Янув
12. Юзефув
13. Калдуны
14. Кельхинув
15. Корчев
16. Ксенжы-Млын
17. Курнос-Други
18. Курнос-Первши
19. Людвикув
20. Лавы
21. Ленкава
22. Мазуры
23. Мокрач
24. Мышаки
25. Недышина
26. Олесник
27. Подводы
28. Подводы-Колёня
29. Порембы-Грохольске
30. Постенкалице
31. Жонсава
32. Велёполе
33. Воля-Крушиньска
34. Воля-Микорска
35. Вулька-Ленкавска
36. Завадув
37. Завады
38. Здзешулице-Гурне
39. Здзешулице-Дольне
40. Звежхув

## Соседние гмины
1. Белхатув
2. Гмина Дружбице
3. Гмина Грабица
4. Гмина Каменьск
5. Гмина Клещув
6. Гмина Клюки
7. Гмина Воля-Кшиштопорска
8. Гмина Зелюв